# Wigerský národní park
Wigerský národní park (polsky Wigierski Park Narodowy) je národní park v Podleském vojvodství v severovýchodním Polsku. Pokrývá části Mazurské jezerní plošiny a Augustovského pralesa. Je pojmenován po jezeře Wigry, největším ze 42 jezer v parku (rozloha 21,87 km2, maximální hloubka 73 metrů). Park je také od roku 2002 klasifikován jako ramsarská mokřadní lokalita, jedna ze 13 takových v Polsku. Park vznikl 1. ledna 1989 na ploše 149,56 km2. Dnes má rozlohu 150,86 km2, z toho 94,64 km2 je les, 29,08 voda a 27,14 ostatní druhy půdy, převážně zemědělské. Park má své sídlo ve městě Suwałki. Krajina parku byla do značné míry formována ledovcem, který tuto oblast pokrýval asi před 12 000 lety. Ledovec, zatímco pomalu ustupoval na sever, vytvořil údolí, z nichž mnohá jsou naplněna vodou ve formě jezer. Z některých nejmělčích jezer se postupem času stala rašeliniště. Severní část parku je kopcovitá, s nadmořskou výškou 180 metrů nad mořem. Jižní část je naopak rovinatá a je převážně pokryta lesem. Hlavní řekou je Czarna Hańcza, která protíná jezero Wigry a tvoří oblíbenou kajakářskou trasu. V parku bylo nalezeno přes 1700 druhů zvířat, včetně 46 druhů savců, 202 druhů ptáků, 12 druhů obojživelníků a 5 druhů plazů. Nejcharakterističtějším zvířetem žijícím v parku je bobr evropský. Převládajícím druhem stromu je jedle. V parku je více než 190 kilometrů turistických tras.

## Související hesla
- Národní parky v Polsku